# Droga wojewódzka 779
Die Droga wojewódzka 779 (DW779) ist eine 965 Meter lange, innerstädtische Droga wojewódzka (Woiwodschaftsstraße) in der Woiwodschaft Masowien in Polen. Die Straße in der Stadt Mszczonów im Powiat Żyrardowski verbindet den Bahnhof Mszczonów mit der ehemaligen Landesstraße DK50.

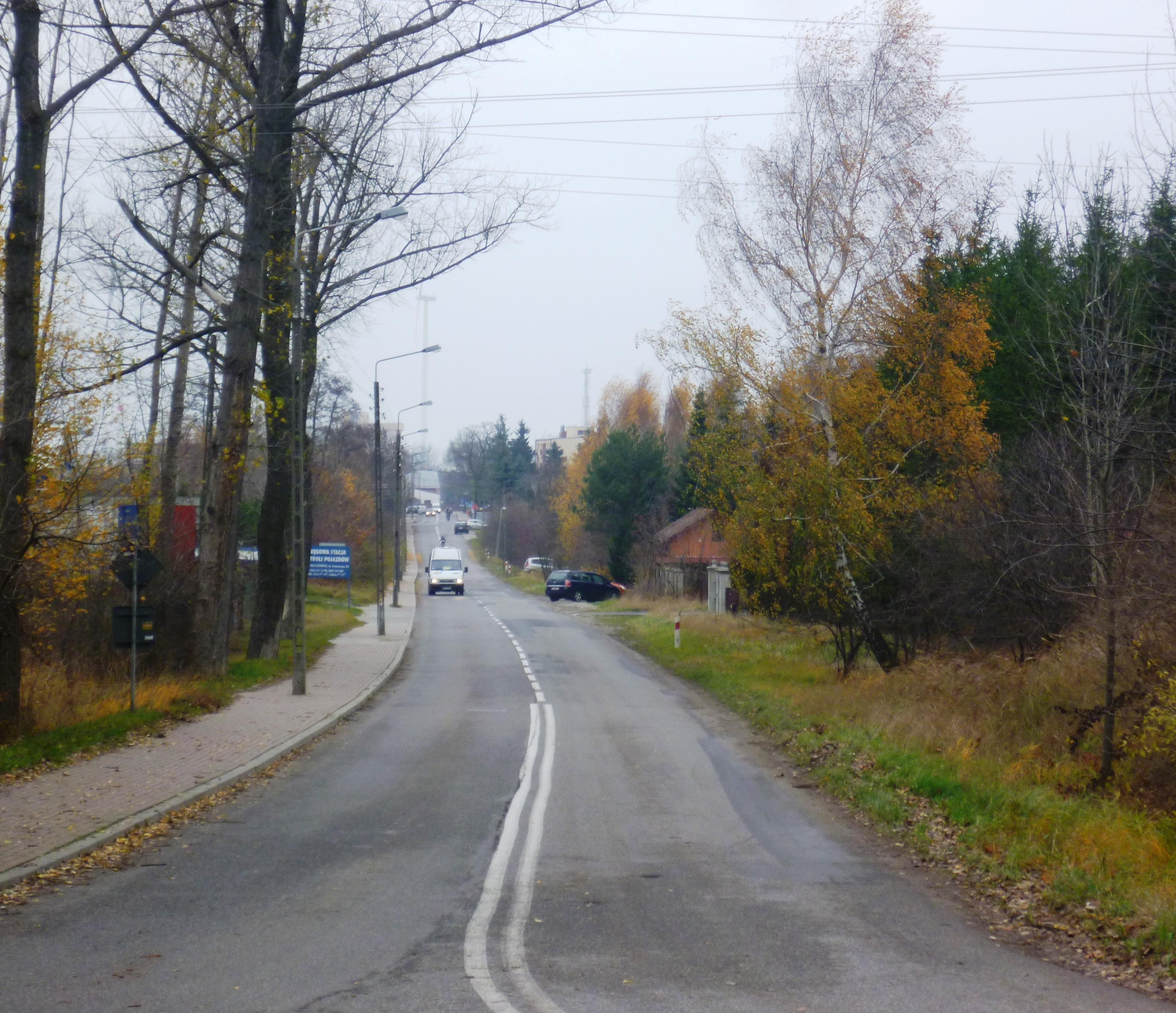
DW779, vom Bahnhof aus gesehen

Diese hat heute den Status einer Droga powiatowa (Kreisstraße) und trägt den Namen ulica Grójecka. Die DW779 trägt als Innerortsstraße den Namen ‚ulica Dworcowa‘ (Bahnhofstraße). Sie zweigt in südlicher Richtung ab und überquert nach 200 Metern die Okrzesza, die über die Pisia Gągolina in die Bzura entwässert. Nach 965 Metern werden die ulica Towarowa (Güterbahnofstraße) und der Bahnhofsvorplatz erreicht.
Die DK50 führt heute als nördliche Umgehungsstraße an der Stadt vorbei. 

## Streckenverlauf
Woiwodschaft Masowien, Powiat Żyrardowski
-  Mszczonów, ul. Grójecka (ehemalige DK55)
-  Brücke über die Okrzesza
-  Mszczonów, ul. Towarowa
-  Bahnhof Mszczonów (Bahnstrecke Skierniewice–Łuków)